# Saint-Thibault, Aube
Saint-Thibault är en kommun i departementet Aube i regionen Grand Est (tidigare regionen Champagne-Ardenne) i nordöstra Frankrike. Kommunen ligger  i kantonen Bouilly som ligger i arrondissementet Troyes. År 2022 hade Saint-Thibault 551 invånare.

## Befolkningsutveckling
Antalet invånare i kommunen Saint-Thibault
Referens: INSEE